# Dieta niskoglikemiczna
Dieta niskoglikemiczna, potocznie dieta cukrzycowa – dieta z ograniczeniem łatwo przyswajalnych węglowodanów, ma zastosowanie w cukrzycy, w przypadku upośledzonej tolerancji glukozy. Celem diety jest zmniejszenie stężenia glukozy we krwi i poprawa metabolizmu.

## Ogólne zasady[2]
- na stężenie glukozy we krwi wpływa nie tylko ilość węglowodanów, ale również ich rodzaj. Dlatego konieczne jest monitorowanie ilości i jakości węglowodanów w diecie, wskazane jest obliczanie wskaźnika glikemicznego lub obciążenia glikemicznego,
- nie zaleca się stosowania diet ubogowęglowodanowych. (Według badań i symulacji u osób zdrowych lub u osób wyłącznie z otyłością, korzyści krótkoterminowe wynikające z ograniczenia węglowodanów nie rekompensują zwiększonego ryzyka poważnych chorób w dłuższej perspektywie czasowej[3]),
- wszystkim osobom z nadwagą (BMI powyżej 25) zaleca się ograniczenie spożycia kalorii celem zmniejszenia masy ciała,
- podstawową metodą zmniejszania masy ciała w cukrzycy są zmiany stylu życia polegające na obniżeniu podaży kalorii i zwiększenie wysiłku fizycznego w taki sposób, aby tygodniowa utrata masy ciała wynosiła około 1 kg, z tym że osoby stosujące dietę ubogokaloryczną powinny dostarczać organizmowi co najmniej 1000-1200 kcal w przypadku kobiet i 1200-1600 kcal w przypadku mężczyzn.

## Zalecenia szczegółowe[2]

### Węglowodany
- około 45% wartości energetycznej diety powinny stanowić węglowodany,
- szczególnie zalecane węglowodany: pełne ziarna zbóż, warzywa, owoce, mleko o obniżonej zawartości tłuszczu,
- bilans węglowodanów powinien opierać się na ich zawartości w produktach spożywczych a nie na produktach z których pochodzą,
- wskazane jest zastąpienie sacharozy węglowodanami innego pochodzenia,
- substancje sztucznie słodzące (słodziki np. aspartam mogą być stosowane tylko w dawkach zalecanych przez producentów),
- zawartość błonnika powinna wynosić 15 g lub 25 g na 1000 kcal diety,
- chorzy leczeni stałymi dawkami insuliny powinny każdego dnia spożywać podobną ilość węglowodanów.

### Tłuszcze
- 25-40% dobowego zapotrzebowania energetycznego powinny stanowić tłuszcze,
- mniej niż 10% wartości energetycznej diety powinny stanowić tłuszcze nasycone, w przypadku poziomu cholesterolu LDL powyżej 100 mg% (2,6 mmol/l) ilość ta powinna być ograniczona poniżej 7%,
- tłuszcze jednonienasycone powinny zapewnić mniej niż 20% wartości energetycznej diety,
- tłuszcze wielonienasycone powinny zapewnić od 6% do 10% wartości energetycznej diety;
- zawartość cholesterolu w diecie powinna wynosić poniżej 300 mg na dobę, chyba że poziom cholesterolu przekracza 100 mg% (2,6 mmol/l) – wówczas ilość spożywanego cholesterolu należy ograniczyć do 200 mg na dobę,
- aby ograniczać poziom cholesterolu w diecie i co za tym idzie stężenie cholesterolu LDL, należy zmniejszać udział tłuszczów nasyconych w diecie
- należy ograniczyć stosowanie izomerów trans kwasów tłuszczowych,
- nie są rekomendowane tłuszcze palmowe i kokosowe.

### Białka
- 15-20% dobowego zapotrzebowania energetycznego powinny stanowić białka,
- nie istnieje potrzeba redukcji ilości białka pochodzenia zwierzęcego, ale w indywidualnych przypadkach korzystne może być zastąpienie białka pochodzenia zwierzęcego białkiem roślinnym (np. sojowym),
- u chorych na cukrzycę typu 2 z nadwagą lub otyłością można stosować dietę zawierająca od 20% do 30% białka,
- chorzy z przewlekłą chorobą nerek powinni utrzymać dobową podaż białka w ilości od 0,8 – 1 g/kg.

### Witaminy i mikroelementy
- jest niewskazana suplementacja witamin lub mikroelementów u osób, u których nie występują niedobory,
- wyjątkami są: uzupełnianie witaminy D3 (zaleceniami dla populacji ogólnej), okresowa suplementacja kwasem foliowym (zalecana ilość 400 µg w przypadku ciężarnych) oraz uzupełnianie witaminy B12 u osób długotrwale leczonych metforminą.

### Alkohol
- spożycie do 20 g (przez kobiety) i 30 g (mężczyźni) alkoholu na dobę nie musi prowadzić do pogorszenia wyrównania cukrzycy, jednakże celem zmniejszenia ryzyka hipoglikemii alkohol powinien być spożywany z posiłkami.

Źródło: Zalecenia kliniczne dotyczące postępowania u chorych na cukrzycę Polskiego Towarzystwa Diabetologicznego.